# Vlagyimir Dmitrijevics Dugyincev
Vlagyimir Dmitrijevics Dugyincev (oroszul: Влади́мир Дми́триевич Дуди́нцев; 1918. július 29. – 1998. július 23.) szovjet író. Moszkvában járt jogi egyetemre és harcolt a második világháborúban. A háború után riporter és író lett.
1956-ban, a „Nem csak kenyérrel él az ember” (Не хлебом единым) című regényével szerzett hírnevet, amely a hruscsovi enyhülés idején jelent meg. A könyv egy mérnök történetét mutatja be, akit frusztrálnak a bürokraták, amikor megpróbálja elfogadtatni találmányát. A regény vad lelkesedést váltott ki a lakosság körében, de a hivatalos reakció, a pártbürokrácia hamarosan a könyv ellen fordult. Dugyincev évekig nyomorgott és csak alkalmi műveket tudott megjelentetni. Miközben a Szovjetunió megingott, 1987-ben Dugyincev kiadott egy regényt, a Fehérruhásokat, amiért a következő évben állami díjat kapott.

## Fiatalkora
Dugyincev Kupjanszkban született (ma Harkiv területen, Ukrajnában). Nemesi származású apja fehérorosz tisztként szolgált, és a bolsevikok kivégezték. Dugyincev ennek ellenére jogot tanulhatott Moszkvában. A második világháborúban századparancsnoki rangra emelkedett. Leningrád közelében megsebesült, leszerelték és a háború hátralevő részét a katonai ügyészségen töltötte. A háború után a Komszomolszkaja Pravdának dolgozott.

## Irodalmi karrier
Dugyincev írt egy novelláskötetet У семи богатырей címen, amelyet 1953-ban adott ki. Ebben a könyvben több történet egy robbantó-csapattal foglalkozik, akik hegyoldalakat robbantanak fel egy új vasút megépítéséhez.
Utazás közben Dugyincev hallott egy történetet egy munkásról, aki nem tudta meggyőzni feletteseit, hogy értékes nikkellelőhelyet fedezett fel, mert a felfedezés szembement a szovjet doktrínával. Ez lett a Не хлебом единым című regény alapja. Dugyincev azonban nehezen talált kiadót, aki hajlandó volt kinyomtatni a regényt és a kézirat addig-addig sínylődött, amíg a kommunista párt első titkára, Nyikita Hruscsov 1956 februárjában el nem mondta titkos beszédét, amelyben támadta a sztálini rendszert. Az ezt követő kissé lazább időkben Dugyincev rá tudta venni a Novij Mirt, hogy nyomtassa ki a művet. A szerzőt az úgynevezett olvadás időszakában a szovjet gazdasági bürokráciával szembeni építő jellegű bírálatai miatt sokan olvasták, így a regénye ismert lett. Hruscsov azonban azzal vádolta Dugyincevet, hogy "rosszindulatú kárörömmel írt a szovjet élet negatív oldalainak leírásában". Dugyincevet megdöbbentette néhány külföldi ország propagandahasználata a könyvéből. Dugyincevet keményen megtámadták az Írószövetség ülésén; a szerző elájult a találkozó alatt.
A támadások után Dugyincevet a legtöbben elkerülték. Elbeszéléseiből két könyvet is kiadhatott 1959-ben és 1963-ban, 1960-ban pedig egy tudományos-fantasztikus művet Újévi mese címmel. Kölcsönekből és adományokból maradt fenn. 1987-ben, a peresztrojka kezdete után kiadta a Белые одежды-t (Fehérruhások), egy kitalált változatát annak a pusztításnak, amelyet Trofim Liszenko a szovjet genetikai tanulmányok során végzett, és a következő évben megkapta érte a Szovjetunió Állami Díját. 1998-ban halt meg.
Mindkét regényének címe a Bibliára utal:
- Nemcsak kenyérrel: „Sanyargatott és éheztetett, de azután mannával táplált, amelyet nem ismertél, és atyáid sem ismertek. Így adta tudtodra, hogy nemcsak kenyérrel él az ember, hanem mindazzal él az ember, ami az ÚR szájából származik.” (Mózes V. 8:3)
- Fehérruhások: „Akkor fehér ruha adatott mindegyiküknek, és megmondatott nekik, hogy nyugodjanak még egy kis ideig, amíg teljes nem lesz azoknak a szolgatársaiknak és testvéreiknek a száma, akiket ugyanúgy megölnek, mint őket.” (Jelenések 6:11)

## Művei
- Станция «Нина». — М.: Правда, 1952
- У семи богатырей. — М., 1952
- На своем месте. — М.: Советский писатель, 1954
- Не хлебом единым. — М.: Советский писатель, 1957
- Не хлебом единым. — Мюнхен: ЦОПЭ, 1957
- Повести и рассказы. — М.: Трудрезервиздат, 1959; М.: Профтехиздат, 1960
- Рассказы. — М.: Московский рабочий, 1963
- Новогодняя сказка. — М.: Московский рабочий, 1965
- Между двумя романами: Повесть, 2000

### Magyarul
- Fehérruhások (Белые одежды) – Magvető, Budapest, 1988 · ISBN 963-14-1483-3 · Fordította: Soproni András

## Fordítás
- Ez a szócikk részben vagy egészben  a   Vladimir Dudintsev című angol Wikipédia-szócikk fordításán alapul.  Az eredeti cikk szerkesztőit annak laptörténete sorolja fel. Ez a jelzés csupán a megfogalmazás eredetét és a szerzői jogokat jelzi, nem szolgál a cikkben szereplő információk forrásmegjelöléseként.